# La Ferrera
La Ferrera, islote Malaspina o Malaspina es uno de los islotes del archipiélago de las Islas Columbretes (Mar Mediterráneo, España). También recibe este nombre el conjunto formado por esta isla y los islotes que la rodean, y los principales son: Espinosa, Bauza, Valdés y Navarrete.
Está protegido mediante las figuras de parque natural y Zona de especial protección para las aves (ZEPA).
Se encuentra a 0,8 millas al oeste-suroeste de Columbrete Grande, la más grande del archipiélago, y su nombre probablemente se debe a su color similar al óxido de hierro.
Al sur de la Ferrera están los dos conjuntos de islotes de la Horadada y el Bergantín.